# Närpesgrund
Närpesgrund är ett skär i Åland (Finland). Det ligger i den nordöstra delen av landskapet, 80 km nordost om huvudstaden Mariehamn.
Terrängen runt Närpesgrund är mycket platt. Trakten är glest befolkad. Närmaste större samhälle är Brändö, 18,9 km söder om Närpesgrund. 